# Karol Bąkowski
Karol Bąkowski ps. Karol, Leszek (ur. 29 listopada 1912 w Warszawie, zm. 1 marca 1960 tamże) – działacz komunistyczny, major 1 Armii WP, I sekretarz Komitetu Wojewódzkiego (KW) PZPR w Łodzi od 1952, poseł na Sejm 1952–1957, pułkownik, zastępca szefa, a następnie szef Głównego Zarządu Informacji WP 1953–1956, szef wyszkolenia Komendy Głównej MO 1957–1960.

## Życiorys
Absolwent średniej kolejowej szkoły technicznej (1930), ślusarz i majster w warszawskich fabrykach. Od 1928 działacz Związku Młodzieży Komunistycznej (ZMK) (od 1930 Komunistyczny Związek Młodzieży Polskiej (KZMP), 1935–1936 członek, a 1936–1937 sekretarz Komitetu Dzielnicowego (KD) KZMP Warszawa-Praga i członek KD KPP. Od 1936 kierownik młodzieżowej sekcji Związku Zawodowego Metalowców na Pradze. 1933–1935 odbył służbę wojskową w Modlinie. 1936–1938 organizował wyjazdy polskich ochotników na wojnę domową w Hiszpanii. Po wrześniu 1939 wraz z żoną wyjechał do Magnitogorska, gdzie od 1940 był technikiem i kierownikiem oddziału w Zakładach Metalurgicznych oraz sekretarzem MOPR. W październiku 1943 wstąpił do 1 Armii WP, gdzie został zastępcą dowódcy batalionu, a następnie pułku do spraw polityczno-wychowawczych. W 1944 roku należał do korpusu oficerów polityczno-wychowawczych 1. Dywizji Piechoty im. Tadeusza Kościuszki. W 1944 wstąpił do PPR. 12 lutego 1945 został I sekretarzem Komitetu Miejskiego (KM) PPR w Bydgoszczy (do 23 sierpnia 1945). 1945–1948 przewodniczący Okręgowej Rady Związków Zawodowych (ORZZ). W grudniu 1945 był delegatem na I Zjazd PPR, a w grudniu 1948 na Zjazd Zjednoczeniowy PPR i PPS (I Zjazd PZPR). 20 września 1946 został posłem do Krajowej Rady Narodowej, reprezentując Polską Partię Robotniczą (został zgłoszony przez Wojewódzką Radę Narodową w Bydgoszczy). Od stycznia do listopada 1949 był kierownikiem Wydziału Personalnego i II sekretarzem KW PZPR w Bydgoszczy. 1950–1952 student Dwuletniej Szkoły Partyjnej przy KC PZPR, następnie I sekretarz KW PZPR w Łodzi (od 30 czerwca 1952). Od wyborów 26 października 1952 poseł na Sejm PRL z okręgu łódzkiego. Od października 1953 pułkownik i zastępca szefa, a następnie szef Głównego Zarządu Informacji WP. Od 1957 do śmierci szef wyszkolenia w KG MO. Delegat na II i III Zjazd PZPR (marzec 1954, marzec 1959), na których był wybierany do Centralnej Komisji Rewizyjnej przy KC PZPR. Został pochowany w Alei Zasłużonych na Cmentarzu Komunalnym na Powązkach (kwatera A26-tuje-16).

## Ordery i odznaczenia
- Order Sztandaru Pracy II klasy
- Krzyż Kawalerski Orderu Odrodzenia Polski
- Krzyż Walecznych